# Emilia Libera
Emilia Libera, pron. /libèra/ (Roma, 19 agosto 1954), è una collaboratrice di giustizia ed ex brigatista italiana.
Militante delle Brigate Rosse, entro le quali era conosciuta col nome di battaglia di 'Nadia', ebbe un ruolo chiave nel sequestro del generale James Lee Dozier. In seguito decise di pentirsi.

## Biografia
Iniziò la propria militanza nelle Brigate Rosse romane alla fine del 1976 assieme all'allora compagno Antonio Savasta, reclutati entrambi da Bruno Seghetti. Ricoprì in seguito incarichi direttivi all'interno dell'organizzazione, in Sardegna e a Roma. Nel 1980 passò alla colonna veneta delle BR, a Padova, e nel 1981 partecipò attivamente al sequestro del generale statunitense James Lee Dozier.

### Sequestro e liberazione di James Lee Dozier
La colonna padovana delle Brigate Rosse, di cui faceva parte Emilia Libera, fu incaricata di rapire il generale James Lee Dozier, responsabile delle operazioni NATO per l'Europa meridionale. Prelevato dalla sua casa di Verona, fu trasportato in via Ippolito Pindemonte a Padova, ove v'era il covo delle BR.
Ruggero Volinia, l'autista che mediante un furgone aveva trasportato Dozier al covo, e la sua fidanzata, assieme anche ad altri membri di ambienti sovversivi, furono arrestati in seguito ad intercettazioni telefoniche che fecero insospettire gli inquirenti. Condotto in questura rivelò l'ubicazione del covo ove veniva custodito Dozier, che fu liberato con un blitz dei NOCS il 28 gennaio 1982.

### Condanne
Catturata in seguito al blitz che liberò Dozier, si pentì e si dissociò dalle Brigate Rosse, contribuendo a far arrestare altri militanti attivi in libertà. Per questo usufruì dei benefici di legge riservati a coloro che avessero rivelato l'identità di altri terroristi.
In qualità di membro attivo delle BR fu condannata per il sequestro di Aldo Moro, secondo il principio del concorso morale. Per sua stessa ammissione in quel periodo ella svolgeva attività di volantinaggio all'interno dell'università di Roma, e recapitò, ignorandone lo scopo, a Bruno Seghetti, presso Piazza Albania a Roma, la Renault 4 rossa in cui fu in seguito trovato il cadavere di Aldo Moro.
Fu condannata infine per il sequestro di James Lee Dozier.

### Vita privata
Nel supercarcere di Paliano conobbe il terrorista neofascista Sergio Calore, pentito e collaboratore di giustizia. I due iniziarono una relazione e si sposarono nel giugno del 1989, in libertà provvisoria.
Scontata la pena, mise su famiglia ed andò a vivere a Tivoli assieme al marito, che ella stessa rinvenne esanime nel 2010, assassinato da ignoti, in un casolare di sua proprietà.